# مارتا فليتش
مارتا فليتش (بالإسبانية: Marta Flich) هي خبيرة اقتصادية إسبانية وممثلة كوميدية ومذيعة تلفزيونية، ولدت يوم 21 يوليو 1978 في بلنسية في إسبانيا.

## روابط خارجية
- مارتا فليتش على موقع IMDb (الإنجليزية)
- مارتا فليتش على موقع قاعدة بيانات الفيلم (الإنجليزية)